# アンダーワールド (バンド)
アンダーワールド（英: Underworld）は、イギリスのエレクトロニック・ミュージック・グループ。メンバーはカール・ハイド (Karl Hyde)とリック・スミス (Rick Smith)。

## 経歴

### Freur、アンダーワールド第1期
アンダーワールド以前に、リック・スミス、カール・ハイド、ベーシストのアルフィー・トマス (Alfie Thomas)、ドラマーのバーン・バロウズ (Bryn Burrows)、キーボーディスト兼映像作家のジョン・ワーウィッカー (John Warwicker)をメンバーとするFreurというロックバンドが存在していた。Freurは『Doot Doot』(1983年)というスマッシュ・ヒット・シングルを出すが、その後2枚出したアルバムは売れなかった。
1987年、Freurはバズ・アレン (Baz Allen)を加え、アンダーワールドとしてサイアー・レコードと契約。1988年、トム・ベイリー（トンプソン・ツインズ）プロデュースによる1stアルバム『Underneath The Radar』をリリース後、バロウズは脱退し、パスカル・コンソーリ (Pascal Consoli)が加入。
1989年、2ndアルバム『Change The Weather』をリリース。翌1990年、ユーリズミックスの解散ツアー（のちに再結成）にサポートとして同行するが、1991年、3rdアルバム制作中にレコード会社との契約が打ち切られ（この幻の3rdアルバム用の曲に、第2期1stアルバムに収録される「m.e.」の原曲「Mother Earth」があった）、長年リックやカールと共に音楽活動を続けてきたアルフィーも脱退し、バンドは解散状態となる。

### ダレン・エマーソン加入、第2期スタート
1992年、リックとカールはDJのダレン・エマーソン (Darren Emerson)をメンバーに迎え、テクノのグループとして活動を再開する。この年のグラストンベリー・フェスティバル内Experimental Sound Fieldで行われた18時間にも及ぶライヴは、現在でもカールが度々インタビュー等で話題にすることが多い。プライベート・レーベルのTomato Recordsから500枚限定のシングル、『Mother Earth/The Hump』をリリース。当初はLemon InteruptやSteppin' Razor（リックとダレンで活動する際の名義）など、アンダーワールド以外の名義で特にクラブ色の強い作品をリリースしていたが、まもなくアンダーワールド名義に統合される。
Junior Boy's Own (現JBO)レーベルと契約し、1993年に（公式な）1stシングル『Mmm... Skyscraper I Love You』をリリース後、クラブ・アンセムとなる『Rez』（初回は限定1000枚のピンクレーベルレコードだった）をリリース。一気にテクノシーンの中心アーティストとなる。
その後1stアルバム『dubnobasswithmyheadman』や多数のシングルのリリース、ライヴ・ツアー（初来日公演であった、1994年の新宿リキッドルームこけら落し公演を含む）を行った。

### 『トレインスポッティング』ブレイクスルー
1995年のシングル『Born Slippy』のB面（カップリング曲）に収録された「Born Slippy Nuxx」が、1996年公開の映画、『トレインスポッティング』のラストシーンに使われ、メジャー音楽シーンでもその名前が知られるようになる。1996年夏頃にフジテレビで深夜に放送されていた音楽番組『BEAT UK』のUKシングルチャートトップ20で初登場No.1を獲得した。
その後、「Born Slippy Nuxx」はA面曲に昇格し、もともとA面でタイトル・トラックだった「Born Slippy」が収録されない形で、シングルで再リリースされた（レコード/CD自体のタイトルは『Born Slippy』のまま）。
「Born Slippy Nuxx」のヒット直後、2ndアルバム『second toughest in the infants』をリリース（「Born Slippy Nuxx」はボーナスCDを除いて収録されず）。1996年8月10日に日本ランドHOWゆうえんちで開催された、RAINBOW2000でのライヴ・パフォーマンスは、メンバー、オーディエンス双方からの評判が高い。
後に判明したことであるが、「Born Slippy Nuxx」のヒットによって知名度が上がった事がメンバーを当惑させることとなり、一時的な確執へと発展。移動中は一切会話を交わさないなど、解散も視野に入れていたほどであった。

### 『Beaucoup Fish』、『EVERYTHING, EVERYTHING』
1997年の映画『バットマン&ロビン Mr.フリーズの逆襲』のためにR.E.M.と曲を共作する計画が持ち上がるが、映画会社からのプレッシャーと制作時間の不足により実現せず、最終的に両グループはそれぞれの自作曲を提供することになり、アンダーワールドは「Moaner」を提供、シングルもリリースされた。U2の楽曲「Mofo」のリミックスも同時期に制作していたが、満足いく出来にはならずお蔵入りとなった。
1998年、ライヴ・ツアーを再開し、制作中の新曲を多数披露する。1999年にはその新曲が収録された3rdアルバム『Beaucoup Fish』をリリースし、名実共にテクノ界のトップへと上り詰めた。
99年冬から翌2000年にかけて、FUJI ROCK FESTIVAL '99で収録されたライヴ映像を使用したDVD『EVERYTHING, EVERYTHING』を制作中、ダレン・エマーソンが脱退。脱退発表時に既に予定されていた複数のフェスティバル・アクトには、リックとカールの2人で出演した。
『EVERYTHING, EVERYTHING』発売と同時に、公式サイトunderworldlive.comを開設し、ライヴ音源、未発表曲、日記等の配信を開始。同年11月には、アンダーワールドの来日公演プランから発展したエレクトロニック・ミュージック・フェスティバル、electraglideを幕張メッセで開催した。

### 再びデュオへ
2002年に、「Rez」、「Born Slippy Nuxx」に続く新たなアンセム・トラックとなった、「Two Months Off」を収録した4thアルバム、『A Hundred Days Off』をリリース。同年8月から1年間、3年半ぶりの単独日本公演やFUJI ROCK FESTIVAL '03への出演を含むワールド・ツアーが行われた。ツアー後にはアンソロジー盤『1992 - 2002』、シングル『born slippy nuxx 2003』をリリースし、11月、electraglide2003にてスペシャル・ライヴを行った。ほぼ同時に、タイポグラフィック・ジャーナル『In The Belly of Saint Paul』を新たに立ち上げた出版社であるUnderworld Printから出版した。
2003年12月にBBC Radio 1の伝説的DJ、ジョン・ピールの番組でライヴを行って以降、メンバーは再びスタジオワークに移るが、公式ファンサイトdirty.orgのネットラジオdirtyradioを通じて、アンダーワールドの制作中/未発表曲やおすすめの曲をかける生放送のショーを不定期にするようになる。後に、アンダーワールドはどのレーベルとも契約していない（V2と再契約のサインをしなかった）状態であることが判明する。

### ダレン・プライスのライヴ参加、The Riverrun Project
2005年7月から、以前からアンダーワールド・オフィシャルDJとしてアンダーワールドと活動を共にしてきたダレン・プライス (Darren Price)をサポートに迎え、ライヴ・ツアーが再開された。BBC Radio 1で放送された、Exit Festival 2005での新曲3曲「Lenny Penne」、「Small Conker And A Twix」、「You Do Scribble」のライヴ音源は世界中のファンから大絶賛を浴びた。
同年秋には公式サイトunderworldlive.comを大幅にリニューアルし、The Riverrun Projectとして、完全新作のMP3/アートワークの独占販売や、過去に配信していたものも含むライヴ音源/映像の大量無料配信を開始した。ダウンロード限定販売第1弾として『Lovely Broken Thing』、iTunes Store（当時はiTunes Music Store）限定EP『JAL to Tokyo』をリリース後、electraglide2005に出演し、その幕張メッセ3時間公演をそのまま収めた3枚組CD『Live in TOKYO 25th November 2005』をelectraglide2005来場者限定で販売した。翌日の大阪ATCホール公演は商品化はされなかったものの、公式サイトで2時間全編ウェブラジオ生中継された。
その後12月に第2弾『Pizza For Eggs』、2006年6月に第3弾『I'm a Big Sister, and I'm a Girl, and I'm a Princess, and this is my Horse』と新作パッケージをThe Riverrun Projectで発表し、最初の3作を全て購入したリスナーには、無料でボーナスmix『The Misterons Mix』を配信した。8月には、The Riverrun Projectからのシングル5作の12インチ・アナログ盤を、Underworldlive.comレーベルからのリリースとしては、初の実店舗を通した形で発売した。
なお、The Riverrun Projectで販売しているMP3ファイルは、いずれも複数の曲を30分弱のmixにまとめあげたものだが、この選曲はJBOレーベル社長のスティーヴ・ホールによるものである。

### 映画のサウンドトラック制作、ダニー・ボイルとの再コラボ
2006年10月に、映画音楽家ガブリエル・ヤレド (Gabriel Yared)と制作した、映画『こわれゆく世界の中で』（アンソニー・ミンゲラ監督、ジュード・ロウ主演）のサウンドトラック、『BREAKING and ENTERING: MUSIC FROM THE FILM』をリリースした。
並行して、アンダーワールドを一躍有名にした映画『トレインスポッティング』のダニー・ボイル監督の最新作『サンシャイン 2057』のサウンドトラックを、ダニー・ボイル監督作品の音楽を多く手がけている作曲家、ジョン・マーフィ (John Murphy)と制作。サウンドトラック・アルバムの発売は映画公開以前から発表こそされていたものの、法的な問題により幾度も延期され、最終的には『Sunshine (Music from the Motion Picture)』のタイトルでiTunes Storeで配信という形で日の目を見た。

### 『OBLIVION with Bells』
2007年4月6日、元V2レコーズの中村周市とBeatinkのレイ・ハーンによるレーベル、Trafficと契約、日本での作品リリースを同レーベルから行うことが発表された。
2007年10月3日、5thアルバム『OBLIVION with Bells』をリリース。6, 7月のヨーロッパでのフェスティバル出演時に同アルバムからの新曲を数曲披露し、9月からは本格的なワールド・ツアーをアメリカからスタート。続いてアイルランド、イギリスでの公演を行い、10月17日からのロンドンのRoundhouse3日連続公演ではQuickTimeを利用してのウェブテレビ中継を予定していたが、初日、2日目は成功したものの、最終日はリックの深刻な病気により公演が2008年2月28、29日（追加公演）に延期となった。その後10月26日から11月10日まで予定していたヨーロッパ本土での日程についても、1月から3月への延期が発表された。11月21日からの日本公演についての変更は無く、24日の幕張メッセ公演はウェブテレビ中継、CD発売、DVD収録が実施された。
2008年8月、『OBLIVION with Bells』収録曲「To Heal」のフル・バージョンである「To Heal (And Restore Broken Bodies)」がチベット支援チャリティー・コンピレーション・アルバム『Songs for Tibet - The Art of Peace』に収録され発売。
10月28日、以前から公開していた楽曲「Phonestrap」と「020202」のシングルを公式サイトのショップからのダウンロード限定でリリース。

### 『Barking』
2009年7月3日、モントルー・ジャズ・フェスティバルで、過去曲のアップデートではない完全な新曲の「Between Stars」を初披露、翌週11日のイタリア・トリノでのトラフィック・フェスティバルでは別の完全な新曲である「Diamond Jigsaw」を初披露した。
2009年9月、マーク・ナイト、D・ラミレスと共作した楽曲「Downpipe」をMark Knight & D Ramirez vs. Underworld名義でリリース。11月にはThe Misterons（スティーヴ・ホール、ダレン・プライスの2人）と共にジャズをテーマとして選曲した曲を収録したコンピレーション・アルバム『ATHENS』をリリースした。『ATHENS』にはブライアン・イーノとカールの共作曲「Beebop Hurry」が収録されている。
2010年5月13日、BBCラジオ1のゼイン・ロウの番組で、2005年以来ライヴでは定番となっている「You Do Scribble」をドラムンベースアーティストのハイ・コントラストと共同でアップデートした曲「Scribble」のラジオ・エディットが放送解禁された。番組終了後直ちに公式サイトで192kbps音質のMP3ファイルの無料ダウンロード、320kbps音質のMP3ファイルと非圧縮WAVEファイルのダウンロード販売が開始された。
翌14日にはBBCラジオ1のピート・トンの番組で夏の終わりにリリース予定の6thアルバムのプロモ盤から「Scribble」のフル・バージョンが放送され、ラジオ・エディットのミュージック・ビデオがYouTubeの公式チャンネル上で公開された。「Scribble」のフル・バージョンやその他のバージョン、ネットスカイによるリミックスなどが収録される正式なシングルはイギリスで6月21日にリリースが予定されていたが、後に1週間後の6月28日に正式リリースされた。
2010年6月7日、6thアルバムのタイトル『Barking』と収録曲、参加アーティストが発表された。プロデューサーにはドラムンベースDJのハイ・コントラストや、ドイツのトランスDJ、ポール・ヴァン・ダイクらが迎えられている。尚、アルバムタイトルの『Barking』とはロンドン近郊にあるバーキング（Barking）という地名から取ったものである。
2010年12月、ロイヤル・ナショナル・シアターにて2011年に行われた演劇『フランケンシュタイン』（Frankenstein）で、監督のダニー・ボイルとともに再びタッグを組み、演劇全体の音楽を担当した。その後2011年3月にはサウンドトラック『Frankenstein:Music from the Play』もリリースされた。

### 2012年ロンドンオリンピック開会式音楽監督に就任
2011年12月、2012年ロンドンオリンピック開会式の音楽監督に、アンダーワールドが抜擢されたことが発表された。また、パートナーとしてダニー・ボイルが芸術監督を務めることも発表された。2012年7月27日に挙行された開会式の模様（厳密には事前レコーディング）は、後に公式サウンドトラック『Isles of Wonder』として全容（一部を除く）が収められ翌7月28日にデジタルリリース（CD盤は8月2日にリリース）された。サウンドトラックには、アンダーワールドとパーカッショニストのエヴェリン・グレニーが共作した17分以上にも及ぶ「And I Will Kiss」や「Caliban's Dream」が新曲として収録されている。

### ソロ活動、『Barbara Barbara, we face a shining future』
2013年に入ると、カールとリックはそれぞれソロでの活動を開始。カールはソロデビューアルバム『Edgeland』を同年4月に、続けて2014年には音楽プロデューサーのブライアン・イーノとコラボレーションした『Someday World』と『High Life』の2作を、5月と6月にそれぞれリリースした。リックは単独にて長年映画作品などで共作してきたダニー・ボイルと再度手を組み、2013年公開映画『トランス』、2014年にイギリスで放送のドラマシリーズ『バビロン』（Babylon）の音楽制作を担当した。
2015年11月、バンドは前作『Barking』から実に6年振りとなる7thアルバム『Barbara Barbara, we face a shining future』を発表し、翌2016年3月に日本先行リリースした。アルバムタイトルはリックの父が、重い病により息を引き取る直前に、父のいない将来を不安がっていたリックの母バーバラに対して言った言葉から引用したものである。

## 他アーティストとの共同制作
アンダーワールドは2007年10月現在、以下のミュージシャンとの作品の制作を予定している。
ガブリエル・ヤレド
サウンドトラック『BREAKING and ENTERING』の制作中にリック、カール、ガブリエル・ヤレドの3人で結成したバンド、「ヤレドワールド (Yaredworld)」としてのアルバム（非サウンドトラック作品）の制作が予定されている。
ブライアン・イーノ
2007年夏、ブライアン・イーノと初期段階のジャム・セッションを行っている。後に公式サイトからのウェブラジオでジャムの一部が公開された。
ニーナ・ナスターシャ
ニューヨークを基盤に活動するシンガー・ソングライターである、ニーナ・ナスターシャと共にレコーディングをすることが計画されている。

## TOMATO
アンダーワールドはデザインの活動もしており、デザイン会社TOMATOの設立メンバーでもある。TOMATOのメンバーにはFreurと第1期アンダーワールドに在籍していたジョン・ワーウィッカー、アンダーワールドの楽曲中のヴォイスサンプルでよく活躍している女性ファニータ (Juanita Boxill)、日本人の長谷川踏太（現在はWieden+Kennedy Tokyo在籍）などがいる。アンダーワールドの作品のアートワーク、ミュージック・ビデオはほとんどがTOMATOの手によるもので、近年（2005年以降）のアートワークはジョンが手がけている。

テレビ朝日のロゴ。

日本ではソニーのコーポレートアイデンティティ、テレビ朝日のロゴ制作が特に有名で、テレビ朝日の放送開始/終了の映像は2008年3月まで、TOMATOで作られたロゴとともにアンダーワールドの曲が使われていた（オープニング:「born slippy nuxx 2003」、クロージング:「Rez」）。

## ディスコグラフィ

### スタジオ・アルバム
- 『アンダーニース・ザ・レイダー』 - Underneath the Radar (1988年)
- Change the Weather (1989年)
- 『ダブノーベースウィズマイヘッドマン』 - Dubnobasswithmyheadman (1994年)
- 『弐番目のタフガキ』 - Second Toughest in the Infants (1996年)
- 『Beaucoup Fish』 - Beaucoup Fish (1999年)
- 『ア・ハンドレッド・デイズ・オフ』 - A Hundred Days Off (2002年)
- 『オブリヴィオン・ウィズ・ベルズ』 - Oblivion with Bells (2007年)
- 『バーキング』 - Barking (2010年)
- 『バーバラ・バーバラ・ウィ・フェイス・ア・シャイニング・フューチャー』 - Barbara Barbara, We Face a Shining Future (2016年)
- 『ドリフト・シリーズ1』 - Drift Series 1 (2019年)
- 『STRAWBERRY HOTEL』 - Strawberry Hotel (2024年)

### ライブ・アルバム
- 『エヴリシング、エヴリシング』 - Everything, Everything (2000年) ※ライブ編集盤
- 『Live in TOKYO 25th November 2005』 - Live in Tokyo 25th November 2005 (2005年) ※3枚組ライブ生録音盤、electraglide2005来場者限定販売
- 2007-2008年ヨーロッパ・ツアーの公式限定CD-R (Live Here Now社との共同制作。終演直後に当日のライブ音源を販売)
  - Birmingham Academy. England 9.10.2007
  - Glasgow Academy. Scotland 13.10.2007
  - Manchester Apollo. England 16.10.2007
  - London Roundhouse. England 17.10.2007
  - London Roundhouse. England 18.10.2007
  - Live at The Oblivion Ball, Makuhari Messe, Tokyo, Japan 24.11.2007
  - Köln Palladium. Germany 28.01.2008
  - Rotterdam Massilo. Holland 29.01.2008
  - Amsterdam Heineken Music Hall. Holland 30.01.2008
  - Ancienne Belgique, Brussels. Belgium 31.01.2008
  - London Roundhouse. England 28.02.2008
  - London Roundhouse. England 29.02.2008
  - Brixton Academy, London, England. 31.10.2008
  - Brixton Academy, London, England. 01.11.2008
- 『ライヴ・アット・オブリヴィオン・ボール』 - Live at OBLIVION BALL 24.11.07 (2007年) ※2枚組
- 『ライヴ・フロム・ザ・ラウンドハウス』 iTunes Festival:London 2010 (2010年) ※日本限定企画盤
- Live at The Roundhouse (2011年)
- 『Live at Summer Sonic 2016』 - Live at Summer Sonic 2016 (2016年)

### サウンドトラック・アルバム
- 『オリジナル・サウンドトラック『ブレイキング・アンド・エンタリング』』 - Breaking and Entering: Music from the Film (2006年) ※映画のサウンドトラック盤、アンダーワールド・アンド・ガブリエル・ヤレド名義
- Sunshine (Music from the Motion Picture) (2008年) ※映画のサウンドトラック盤、John Murphy and Underworld名義
- 『フランケンシュタイン』 - Frankenstein:Music from the Play (2011年) ※演劇のサウンドトラック盤
- Isles of Wonder:Music for the Opening Ceremony of the London 2012 Olympic Games (2012年) ※2012年ロンドンオリンピック開会式公式サウンドトラック

### コンピレーション・アルバム
- 『アンダーワールド・1992-2002』 - 1992–2002 (2003年)
- 『ザ・ベルズ! ザ・ベルズ!』 - The Bells The Bells (2008年)
- 『ア・コレクション』 - A Collection (2011年)
- 『1992-2012 ジ・アンソロジー』 - 1992–2012 The Anthology (2011年)
- A Collection 2 (2016年)

### EP
- Lovely Broken Thing (2005年)
- Pizza for Eggs (2005年)
- I'm a Big Sister, and I'm a Girl, and I'm a Princess, and This Is My Horse (2006年)
- The Misterons Mix (2006年)
- 『ティータイム・ダブ・エンカウンターズ』 - Teatime Dub Encounters (2018年) ※with イギー・ポップ
- Drift Episode 1: Dust (2018年)
- Drift Episode 2: Atom (2019年)

### The Riverrun Project
公式サイトで有料配信されたMP3+アートワーク+写真のパッケージ
- Lovely Broken Thing (2005年)
- Pizza For Eggs (2005年)
- I'm a Big Sister, and I'm a Girl, and I'm a Princess, and this is my Horse (2006年)
- The Misterons Mix (2006年)

### シングル
- "Mother Earth/The Hump" (1992年)
- "Dirty/Minniapolis" (Lemon Interupt名義、1992年)
- "Eclipse/Big Mouth" (Lemon Interupt名義、1992年)
- "Mmm... Skyscraper I Love You" (1993年)
- 『レズ』 - "Rez" (1993年)
- "Spikee/Dogman Go Woof" (1993年)
- "Dark & Long" (1994年)
- "Cowgirl" (1994年)
- "Dirty Epic" (1994年)
- "Dirty Epic/Cowgirl" (1994年)
- 『ボーン・スリッピー』 - "Born Slippy" (1995年)
- "Rowla" (1996年)
- "Pearl's Girl" (1996年)
- "Born Slippy .Nuxx" (1996年)
- 『モーナー』 - "Moaner" (1997年)
- 『Push Upstairs』 - "Push Upstairs" (1999年)
- 『Jumbo』 - "Jumbo" (1999年)
- 『キング・オブ・スネイク 』 - "King of Snake" (1999年)
- 『Bruce Lee』 - "Bruce Lee" (1999年)
- 『Cowgirl』 - "Cowgirl" (2000年)
- 『ツー・マンス・オフ』 - "Two Months Off" (2002年)
- 『ダイナソー・アドヴェンチャー・3D』 - "Dinosaur Adventure 3D" (2002年)
- 『ボーン・スリッピー2003』 - "Born Slippy .Nuxx 2003" (2003年)
- 『JAL To Tokyo』 - "JAL to Tokyo" (2005年)
- "Vanilla Monkey" (2006年)
- "Play Pig" (2006年)
- "Peggy Sussed" (2006年)
- 『クロコダイル』 - "Crocodile" (2007年)
- 『Boy、Boy、Boy』 - "Boy, Boy, Boy" (2007年)
- "Beautiful Burnout" (2008年)
- "Ring Road" (2008年)
- "Holding The Moth" (2008年)
- "020202" (2008年)
- "Phonestrap" (2008年)
- "Scribble" (2010年)
- "Always Loved a Film" (2010年)
- "Bird 1" (2010年)
- "Diamond Jigsaw" (2011年)
- "Caliban's Dream" (2012年)
- "I Exhale" (2016年)
- "If Rah" (2016年)
- "Nylon Strung" (2016年)
- "Ova Nova" (2016年)
- "Long Slow Slippy" (2017年)
- "Brilliant Yes That Would Be" (2018年)
- "Bells & Circles" (2018年)
- "Get Your Shirt" (2018年)

### DVD作品
- 『エヴリシング、エヴリシング』 - Everything, Everything (2000年) ※ライブ編集盤